# Traquer les ombres
Traquer les ombres (titre original : Gone to Ground) est un roman de John Harvey publié en 2007 en Angleterre et en 2009 en France dans la collection Rivages/Thriller et en 2011 dans la collection Rivages/Noir avec le numéro 845.

## Résumé
Will Grayson et Helen Walker, inspecteurs de police à Histon au nord de Cambridge enquêtent sur le meurtre sauvage de Stephen Bryan, jeune universitaire homosexuel. Crime homophobe ou vengeance de son ex-petit ami ? Avec l’aide de la sœur de la victime, ils s’intéressent à la disparition de l’ordinateur de la victime. Celle-ci écrivait la biographie d’une ancienne actrice, Stella Leonard, disparue bizarrement dans les années 1950.  

## Autour du livre
Le roman est précédé d’une citation extraite de la chanson Safe in Your Arms (album Comfort of Strangers) de Beth Orton.